# باشگاه فوتبال سانتا کروز
باشگاه سانتاکروز یکی از باشگاه‌های فوتبال برزیلی واقع در رسیفی، پرنامبوکو است.
این باشگاه در سال ۱۹۱۴ تأسیس شده‌است.